# Triplophysa zhenfengensis
Triplophysa zhenfengensis és una espècie de peix de la família dels balitòrids i de l'ordre dels cipriniformes.

## Distribució geogràfica
Es troba a la Xina.